# О’Хора, Тони
Тони О’Хора (англ. Tony O’Hora; род. 8 сентября 1967 года, Клапем, Лондон, Великобритания) — английский музыкант ирландского происхождения, участвовавший в мелодик-метал-группе Praying Mantis. Однако наиболее стал известен в глэм-рок-группе Sweet, в которой изначально был басистом и вокалистом, а затем ритм-гитаристом и клавишником, также исполняя некоторые вокальные партии.

## Биография
Тони О’Хора родился 8 сентября 1967 года в Клапеме в ирландской семье. Провёл ранние годы там же, позже вместе с семьёй переехал в Ирландию, свою историческую родину. После этого он переехал в Канаду, а именно в Лондон, провинция Онтарио.
За это время он практиковался в пении и достаточно развил этот навык, чтобы играть в группах после своего возвращения в Англию.
С 1988-го по 1989 год он впервые пел в ливерпульской группе Larrikin, название которой пишется по-разному, что связано с тем, что жаргонный термин «Larrikin» имеет альтернативное написание «Larrakin».
В 1989 году он присоединился к хард-рок-группе Torino, у которой на тот момент уже было два альбома. О’Хора отправился в тур по Великобритании и работал над новым материалом. Однако с наступлением волны гранжа интерес к группе снизился.
После распада Torino в 1990 году он присоединился к трэш-метал-группе Onslaught, на тот момент игравшей мелодик-рок. Стиль пения О’Хоры как нельзя кстати подходил к их музыке.
В ходе планирования выпуска альбома «When Reason Sleeps» к маю следующего года группа намеревалась подписать контракт с одной из двух звукозаписывающих компаний. В конечном счёте от обоих лейблов последовал отказ. Летом группа распалась.
Позже О’Хора снова работал с гитаристом Робом Тротманом, который участвовал в той группе с 1987 года.
Следующей остановкой О’Хоры после Onslaught стал Highwire, где он познакомился с другим более поздним коллегой-музыкантом, гитаристом Джейми О’Кейном Помимо хард-рока, эта группа также увлекалась слиз-роком. О’Хора участвовал в группе с 1992 по 1995 год. 
Во второй половине 1990-х, наконец, поступило предложение от Новой волны хеви-метала, которая страдала от частых смен исполнителей. Воспользовавшись моментом, он перешёл в группу Praying Mantis.
Информация о точном времени пребывания О’Хоры различается: называют с 1996—2001, а иногда и 1998—2002
На этом этапе он совершил несколько туров с теперь более склонной к коммерческому року Praying Mantis, записав с ними два альбома: «Forever in Time» и «Nowhere to Hide».
О’Хора также нашел время для запуска собственного проекта, наняв барабанщика Брайана Диксона, бывшего коллегу по Торино, гитариста Роба Тротмана из последнего состава Onslaught и Джейми О’Кейна, гитариста из Highwire. Гитарист Praying Mantis Тино Трой сыграл эпизодическую роль. Сам О’Хора пел, а также играл на бас-гитаре.
Название группы «Horakane» было образовано из двух префиксов фамилий двух её участников: О’Хора и О’Кейна
Альбом «Eternal Infinity» был выпущен 17 марта 1999 года на японском лейбле Pony Canyon International и итальянском лейбле Frontiers Records.
В 2003 году О’Хора присоединился к группе Sweet в качестве басиста/вокалиста.
В Sweet он снова встретился с барабанщиком Брюсом Бисландом, который долгое время работал параллельно с Praying Mantis. Бисланд и предложил О’Хора Стиву Скотту в качестве кандидатуры.
Как басист, он присоединился к хеви-метал-группе Statetrooper в сентябре 2004 года В 2005 году он стал преподавать в музыкальном колледже в Бирмингеме
.
С тех пор ему было трудно совмещать деятельность группы и преподавание, поэтому в конце 2005 году он отказался от членства в Sweet.
Незадолго до этого, а именно в январе 2006 года, он выпустил свой первый сольный компакт-диск под названием «Escape into the Sun».
В записи ему помогал только Магнус Карлссон (Primal Fear), который предоставил все инструменты для О’Хоры, что можно было бы сказать и наоборот, учитывая дополнительный вклад Карлссона как автора песен и продюсера.
С 2011 года он снова играет в The Sweet, на этот раз в качестве клавишника, гитариста и бэк-вокалиста В сентябре 2019 года он во второй раз покинул группу.
О’Хора также появлялся в качестве гостя в различных постановках. Таким образом, на первых двух пауэр-метал-альбомах брайтонской рок-группы Balance of Power: «When the World Falls Down» и «Book of Secrets».
Также в качестве главного исполнителя трибьют-альбома американской AOR-группы Boston, названного просто «Tribute to Boston».
Тони О’Хора ведет свой собственный певческий веб-сайт, предлагающий, среди прочего, уроки пения по Skype и средства по уходу за носом и горлом.

## Дискография

### с Balance of Power (гость)
- When the World Falls Down (1997)
- Book of Secrets (1998)

### с Praying Mantis
- Forever in Time (1998)
- Nowhere to Hide (2000)

### с Horakane
- Eternal Infinity (1999)

### Tribute to Boston
- Tribute to Boston (2002)

### Как сольный исполнитель
- Escape into the Sun (2006)

### с Sweet
- New York Collection (2012)